# Polynema acutiventre
Polynema acutiventre är en stekelart som först beskrevs av Soyka 1956.  Polynema acutiventre ingår i släktet Polynema och familjen dvärgsteklar. Inga underarter finns listade i Catalogue of Life.